# Бромгерман
Бромгерман — неорганическое соединение, 
бромпроизводное германа с формулой GeH3Br,
бесцветная жидкость.

## Получение
- Бромирование германа:

{\displaystyle {\mathsf {GeH_{4}+Br_{2}\ {\xrightarrow {}}\ GeH_{3}Br+HBr}}}
- Реакция германа и трибромида бора:

{\displaystyle {\mathsf {6GeH_{4}+2BBr_{3}\ {\xrightarrow {-78^{o}C}}\ 6GeH_{3}Br+B_{2}H_{6}}}}
- Реакция германа и бромида серебра:

{\displaystyle {\mathsf {GeH_{4}+AgBr\ {\xrightarrow {}}\ GeH_{3}Br+Ag+H_{2}\uparrow }}}

## Физические свойства
Бромгерман — бесцветная, легко гидролизующаяся жидкость.